# Dysdera ferghanica
Dysdera ferghanica är en spindelart som beskrevs av Peter Mikhailovitch Dunin 1985. Dysdera ferghanica ingår i släktet Dysdera och familjen ringögonspindlar. Inga underarter finns listade i Catalogue of Life.